# Kom sol, kom regn

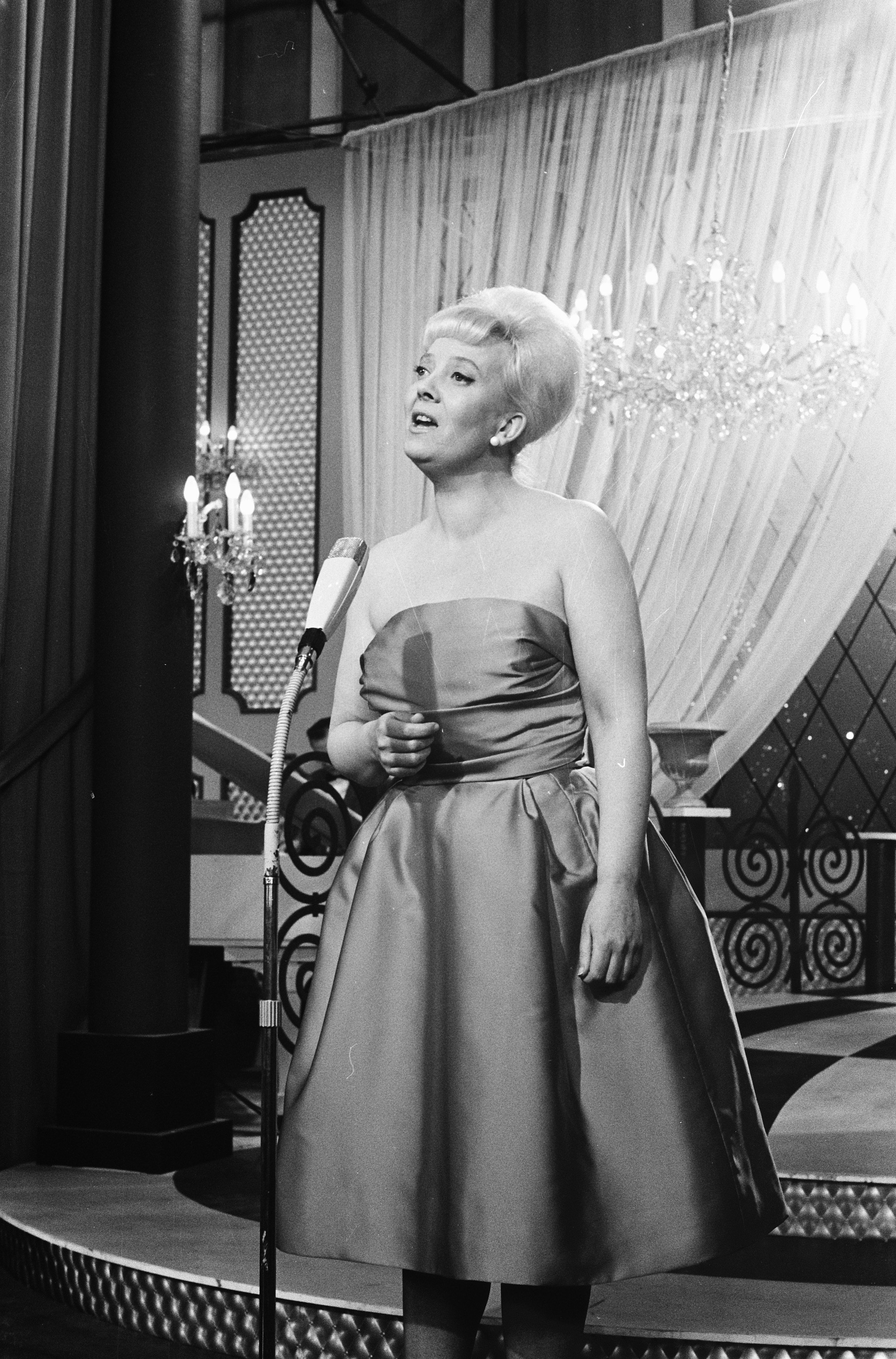
Inger Jacobsen, intérprete de la canción, durante un ensayo del Festival de la Canción de Eurovisión 1962.

«Kom sol, kom regn» —[kɔm suːl kɔm ɾæɪ̯n]; en español: «Venga sol, venga lluvia»— es una canción compuesta por Kjell Karlsen e interpretada en noruego por Inger Jacobsen. Se lanzó como sencillo en 1962 mediante Columbia Records. Fue elegida para representar a Noruega en el Festival de la Canción de Eurovisión de 1962 tras ganar el Melodi Grand Prix 1962.

## Festival de Eurovisión

### Melodi Grand Prix 1962
Esta canción participó en la final nacional para elegir al representante noruego del Festival de la Canción de Eurovisión de 1962, celebrada el 18 de febrero de ese año en los estudios NRK TV. Fue presentado por Odd Grythe. Un jurado de diez miembros se encargó de la votación. La canción fue interpretada por Inger Jacobsen y Laila Dalseth. Finalmente, la canción «Kom sol, kom regn» se declaró ganadora con 65 puntos, solo dos puntos por encima de la canción subcampeona.

### Festival de la Canción de Eurovisión 1962
Esta canción fue la representación noruega en el Festival de Eurovisión 1962. La orquesta fue dirigida por Øivind Bergh.
La canción fue interpretada 10.ª en la noche del 18 de marzo de 1962 por Inger Jacobsen, precedida por Francia con Isabelle Aubret interpretando «Un premier amour» y seguida por Suiza con Jean Philippe interpretando «Le retour». Al final de las votaciones, la canción había recibido 2 puntos, quedando en 10.º puesto junto a Dinamarca y Suiza de un total de 16.
Fue sucedida como representación noruega en el Festival de 1963 por Anita Thallaug con «Solhverv».

## Letra
La canción es del estilo chanson. En esta, la intérprete canta sobre sus sentimientos respecto a su amante, diciéndole que «venga sol, venga lluvia», ella estará feliz estando con él.

## Historial de lanzamiento
| Región  | Fecha           | Formato                    | Discográfica     | Ref.  |
| ------- | --------------- | -------------------------- | ---------------- | ----- |
| Noruega | Febrero de 1962 | Disco de vinilo 7", 45 RPM | Columbia Records | [ 1 ] |